# Tombe A

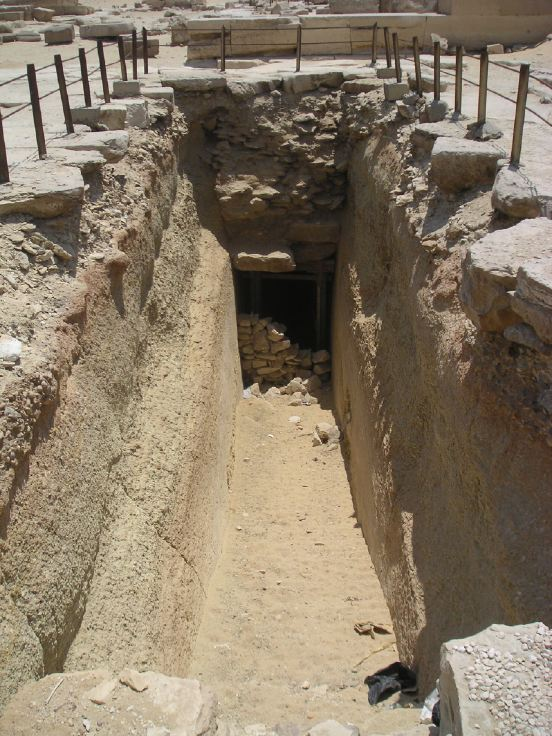
Ingang van de tombe

Onder de necropolis van farao Oenas is een gigantisch ondergrond complex gevonden, dit wordt onder archeologen Tombe A genoemd. Het complex ligt in Sakkara. 

## Afmetingen
Het grafcomplex heeft een lengte van 120 meter, een wijdte van 40 meter en 70 kamers. 

## Eigenaar

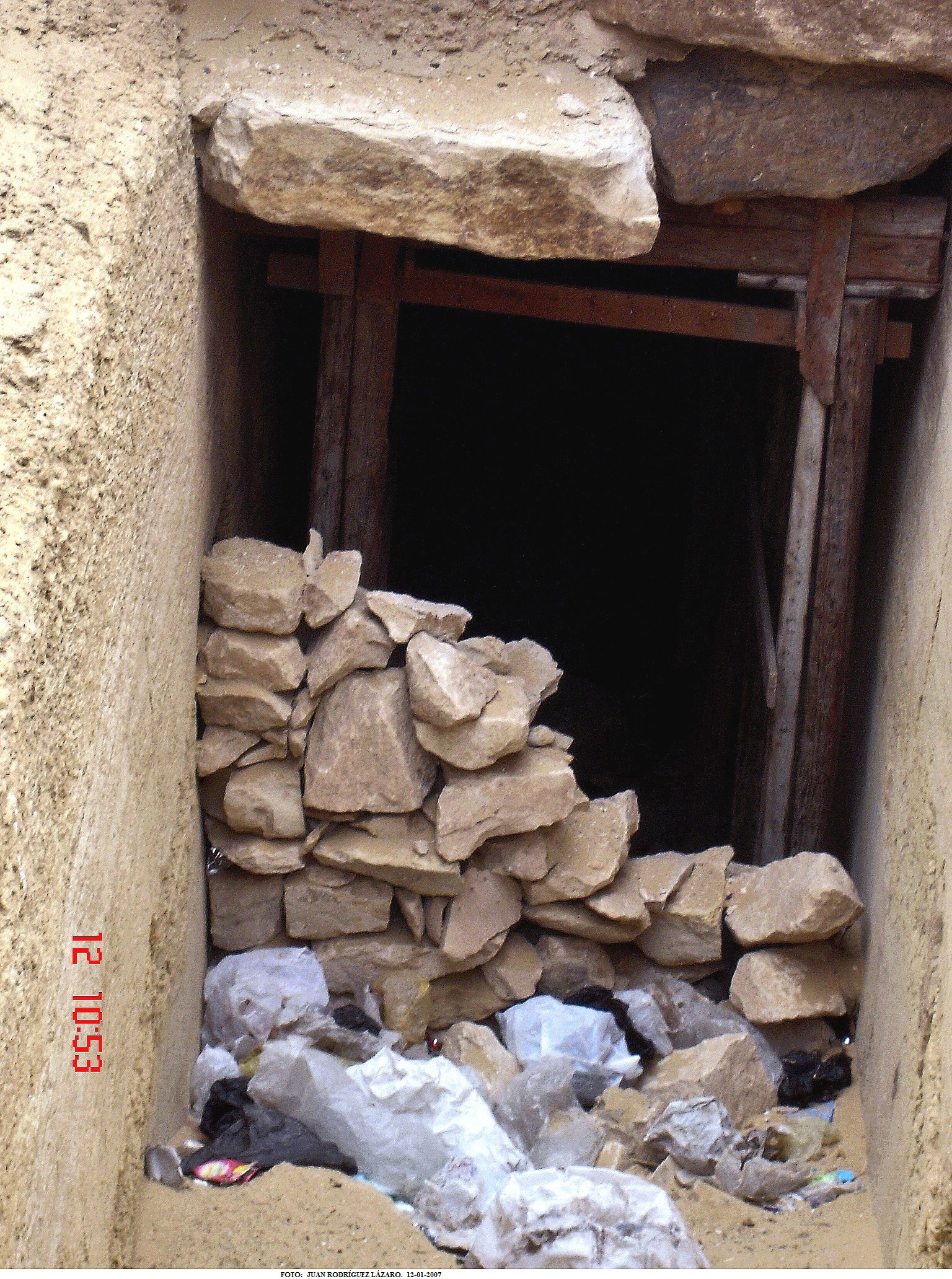

De eigenaar van de tombe is op heden onbekend, dit komt omdat er zowel afdrukken van zegels van Hotepsechemoei als van Raneb zijn gevonden. 
- Egyptologen als Flinders Petrie, Alessandro Barsanti en Toby Wilkinson gaan ervan uit dat dit de tombe ligt in het gigantische ondergrondse complex Tombe B, deze is gelegen onder de Oenas-necopolis in Sakkara. Er zijn vele afdrukken van zegels gevonden in dit complex.[1]
- De Egyptologen Wolfgang Helck en Peter Munro zijn nog niet overtuigd en denken dat de Tombe B de begraafplaats is van koning Raneb, omdat er vele zegelafdrukken met de naam van deze koning zijn gevonden.[2][3][4][5]